# Liste der Naturdenkmale in Brecht (Eifel)
Die Liste der Naturdenkmale in Brecht nennt die im Gemeindegebiet von Brecht ausgewiesenen Naturdenkmale (Stand 4. April 2024).

## Naturdenkmale
| Nr.         | Bezeichnung | Lage                               | Beschreibung                                      | Bild                                    |
| ----------- | ----------- | ---------------------------------- | ------------------------------------------------- | --------------------------------------- |
| ND-7232-424 | Weidenhain  | südlich des Ortes an der Prüm Lage | Bestand von Salix sp.; flächenhaftes Naturdenkmal | Direkt Bild zu diesem Denkmal hochladen |